# Partido judicial de Masamagrell
El partido judicial de Masamagrell es uno de los dieciocho partidos judiciales de la provincia de Valencia; en concreto se trata del partido judicial n.º 17 de la provincia de Valencia.
El ámbito territorial, que viene regulado por el Real Decreto 529/1983, de 9 de marzo, comprende los municipios de:
- Albuixech
- Masalfasar
- Masamagrell
- Museros
- Puebla de Farnals
- Puzol
- El Puig
- Rafelbuñol